# 330
El 330 (CCCXXX) fou un any comú començat en dijous del calendari julià. L'ús del nom «330» per referir-se a aquest any es remunta a l'alta edat mitjana, quan el sistema Anno Domini esdevingué el mètode de numeració dels anys més comú a Europa.

## Esdeveniments
- 11 de maig - Constantinoble (actual Istanbul, Turquia): hom consagra aquesta ciutat, que l'emperador romà Constantí I el Gran havia fet construir sobre l'antiga Bizanci.[1]